# ويليام كارلوس إيفز
ويليام كارلوس إيفز هو قاضي كندي، ولد في 30 أكتوبر 1873 في كونتون في كندا، وتوفي في 10 يوليو 1950 في كالغاري في كندا.